# Калкан (щит)

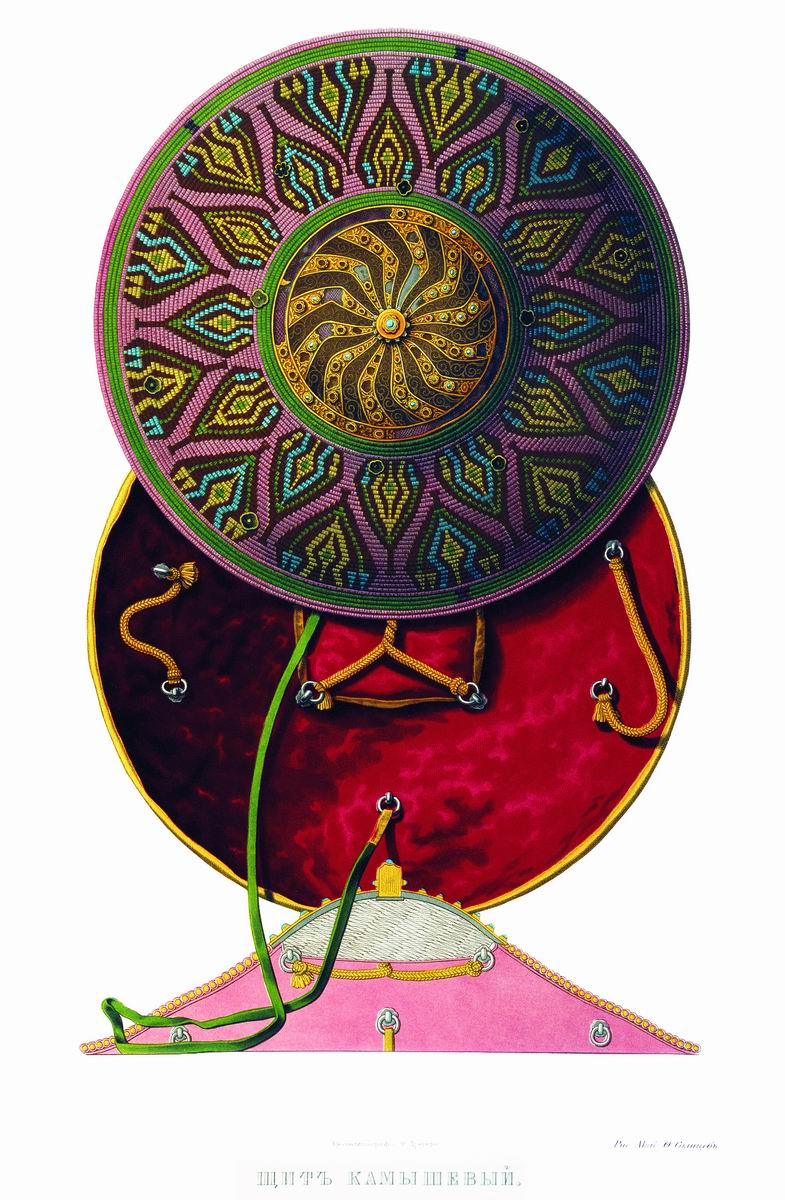
Очеретяний калкан

Калка́н (тур. kalkan — «щит») — круглий щит, типовий в XVI—XVIII століттях для Персії, Османській імперії, Кримського ханства та Середньої Азії, а також побутував у Східній Європі: Речі Посполитій, Московії, Угорщині та на теренах нинішньої України. Схожі щити застосовувалися на сході до Кореї і Китаю, їх поширення пов'язане з монгольським впливом.
Калкан плели з пруття, яке спліталися в концентричні кола навколо каркаса, таким чином, утворюючи опуклу, конічну форми. Потім конструкцію обплітають кольоровими нитками. У центрі щити забезпечувалися залізним умбоном, а іноді додатково посилювалися накладками, які зазвичай закривали заклепки. У результаті виходила легка і міцна конструкція. Діаметр щитів становив 40-70 см. Під час бою їх долонею долонею по лямку.
Ще один спосіб використання — легка кіннота при нападі обстрілює ворога з луків, зав'язуючи короткий бій і відступає. Калкан у таких вершників знаходиться на спині, захищаючи її від стріл чи вогнепальної зброї противника.
Під впливом калканів в Азії з'явилися аналогічні, але трохи менші щити, зроблені з товстої шкіри замість сплетених прутів.
До XVIII століття їх використання, в зв'язку з розвитком вогнепальної зброї та зменшення ролі холодного, припиняється. Однак в Середній Азії навпаки, це призвело до появи повністю закованих металом і суцільнометалевих щитів, що існували до другої половини XIX століття.